# André Maelbrancke
André Maelbrancke, né le 23 avril 1918 à Torhout et mort le 26 septembre 1986 à Torhout, est un coureur cycliste belge. Professionnel de 1939 à 1955, il a été champion de Belgique sur route en 1942.

## Palmarès
- 1940
  - 2e du championnat de Belgique sur route
  - 2e du Grand Prix du 1er mai - Prix d'honneur Vic De Bruyne
- 1942
  -  Champion de Belgique sur route
  - 2e du Circuit des régions flamandes
- 1943
  - Circuit du Houtland-Torhout
- 1945
  - Tour des onze villes
  - Circuit du Houtland
  - Circuit de Flandre centrale
  - 2e des Trois villes sœurs
  - 3e de la Flèche wallonne
- 1947
  - 3e du Circuit des Ardennes flamandes - Ichtegem
  - 3e du Circuit de Flandre orientale
- 1948
  - Tielt-Anvers-Tielt
  - Grand Prix Briek Schotte
  - Circuit du Houtland-Torhout
- 1949
  - Tielt-Anvers-Tielt
  - 3e du Circuit des Ardennes flamandes - Ichtegem
  - 3e de la Gullegem Koerse
- 1950
  - Grand Prix Briek Schotte
  - Circuit du Houtland
  - 2e du Grote Prijs Dr. Eugeen Roggeman
  - 2e du Grand Prix Marcel Kint
- 1951
  - Circuit du Houtland
  - 2e étape de À travers la Belgique
  - 3e du Championnat des Flandres
- 1952
  - Kuurne-Bruxelles-Kuurne
  - À travers la Belgique :
    - Classement général
    - 2e étape
- 1953
  - Circuit du Houtland-Torhout
  - 3e du Circuit des Ardennes flamandes - Ichtegem
- 1954
  - 2e du Circuit des monts du sud-ouest